# John Michael Krois
John Michael Krois (* 24. November 1943 in Cincinnati, Ohio; † 30. Oktober 2010 in Berlin) war ein international renommierter Cassirer-Experte. Seit 1994 lehrte er als Privatdozent (apl. Prof.) für Philosophie an der Humboldt-Universität zu Berlin.

## Leben
John Michael Krois wurde 1975 an der Pennsylvania State University bei Donald Phillip Verene mit einer Dissertation über Ernst Cassirer promoviert. 1988 folgte die Habilitation an der Philipps-Universität Marburg. John M. Krois ist vor allem als Cassirer-Experte bekannt; er war einer der Hauptherausgeber der unveröffentlichten Schriften von Ernst Cassirer (Nachgelassene Manuskripte und Texte, Hamburg, Felix Meiner Verlag, 1995 ff.)
Krois war Fellow am Wissenschaftskolleg zu Berlin (1992), British Academy visiting scholar am Warburg Institute in London (1998), Yale University Beinecke Library Hermann Broch Fellow (1998), seit 2000 Honorary Research Fellow in the Centre for Intercultural Studies, University of Glasgow, und 2003/04 Ernst-Cassirer Gastprofessor am Swedish Institute for Advanced Studies. Außerdem lehrte er an der Emory University in Atlanta sowie an den Universitäten Braunschweig, Trier und Düsseldorf.
Krois war zuletzt Mitherausgeber der Zeitschrift für Kulturphilosophie und von 2008 bis zu seinem Tod im Jahr 2010 als Sprecher der von der DFG geförderten Kolleg-Forschergruppe Bildakt und Verkörperung tätig.

## Werke

### Verfasser
- Ernst Cassirer’s philosophy of symbolic forms and the problem of value. Dissertation. Pennsylvania State University, State College (Pennsylvania), 1975.
- Cassirer. Symbolic Forms and History. Yale University Press, New Haven / London 1987. ISBN 0-300-03746-5.
- Bildkörper und Körperschema : Schriften zur Verkörperungstheorie ikonischer Formen, hg. v. Horst Bredekamp und Marion Lauschke, Akademie, Berlin 2011, ISBN 978-3-05-005208-3.

### Herausgeberschaft
- mit Gerhard Lohse, Rainer Nicolaysen: Die Wissenschaftler Ernst Cassirer, Bruno Snell, Siegfried Landshut. Verein für Hamburgische Geschichte, Hamburg 1994.
- Ernst Cassirer, Ecrits sur l'art. Paris: Ed. du Cerf, 1995.
- mit Horst Bredekamp, Bernhard Buschendorf, Freia Hartung: Edgar Wind – Kunsthistoriker und Philosoph. Akademie, Berlin 1998.
- Ernst Cassirer: symbol, science, and culture (International workshop) (1998 May : Tel-Aviv, Israel). Cambridge University Press, Cambridge 1999.
- mit Cyrus Hamlin: Symbolic forms and cultural studies : Ernst Cassirer's theory of culture. Yale University Press, New Haven 2004.
- mit Norbert Meuter: Philosophische Essays zu Kultur und Medien. Parerga, Berlin 2006.
- mit anderen Autoren: The body and embodiment. Intersections of imagery, literature, and science (Conference) (2004 May : Gothenburg, Sweden). Advances in consciousness research, Bd. 71, John Benjamins Pub. Co., Amstersam 2007.
- mit Roberto Ohrt: Edgar Wind: Heilige Furcht und andere Schriften zum Verhältnis von Kunst und Philosophie. Philo & Philo Fine Arts, Hamburg 2009.
- mit André Blum und Hans-Jörg Rheinberger: Verkörperungen. Akademie-Verlag, Berlin 2012

### Übersetzungen
- Karl-Otto Apel: Charles S. Peirce: From Pragmatism to Pragmaticism. Humanities Press, New Jersey 1981.
- Ernesto Grassi: Rhetoric as Philosophy: The Humanist Tradition (Rhetorical Philosophy and Theory). Southern Illinois University Press, 2001, ISBN 080932363X.